# Loensia moesta
Loensia moesta är en insektsart som först beskrevs av Hagen 1861.  Loensia moesta ingår i släktet Loensia och familjen storstövsländor. Inga underarter finns listade i Catalogue of Life.